# Israel Open
L'Israel Open, noto anche come Electra Israel Open, è stato un torneo professionistico di tennis giocato sul cemento, che faceva parte dell'ATP Challenger Tour. Si giocava annualmente all'Israel Tennis Center di Ramat HaSharon, in Israele, dal 2008 al 2010. Dopo 4 anni in cui non si è disputato, le ultime due edizioni del 2015 e 2016 si sono tenute a Ra'anana.

## Albo d'oro

### Singolare
| Anno       | Campione            | Finalista         | Punteggio        |
| ---------- | ------------------- | ----------------- | ---------------- |
| 2016       | Evgenij Donskoj     | Ričardas Berankis | 6–4, 6–4         |
| 2015       | Nikoloz Basilašvili | Lukáš Lacko       | 4–6, 6–4, 6–3    |
| 2014- 2011 | Non disputato       | Non disputato     | Non disputato    |
| 2010       | Conor Niland        | Thiago Alves      | 5–7, 7–6(5), 6–3 |
| 2009       | Lu Yen-hsun         | Benjamin Becker   | 6–3, 3–1 ritiro  |
| 2008       | Marsel İlhan        | Ivo Klec          | 6–4, 6–4         |

### Doppio
| Anno       | Campioni                          | Finalisti                      | Punteggio           |
| ---------- | --------------------------------- | ------------------------------ | ------------------- |
| 2016       | Konstantin Kravčuk Denys Molčanov | Jonathan Erlich Philipp Oswald | 4–6, 7–6(1), [10–4] |
| 2015       | Mate Pavić Michael Venus          | Rameez Junaid Adil Shamasdin   | 6–1, 6–4            |
| 2014- 2011 | Non disputato                     | Non disputato                  | Non disputato       |
| 2010       | Jonathan Erlich (2) Andy Ram (2)  | Alexander Peya Simon Stadler   | 6–4, 6–3            |
| 2009       | George Bastl Chris Guccione       | Jonathan Erlich Andy Ram       | 7–5, 7–6(6)         |
| 2008       | Jonathan Erlich (1) Andy Ram (1)  | Serhij Bubka Michail Elgin     | 6–3, 7–6(3)         |